# Pococera

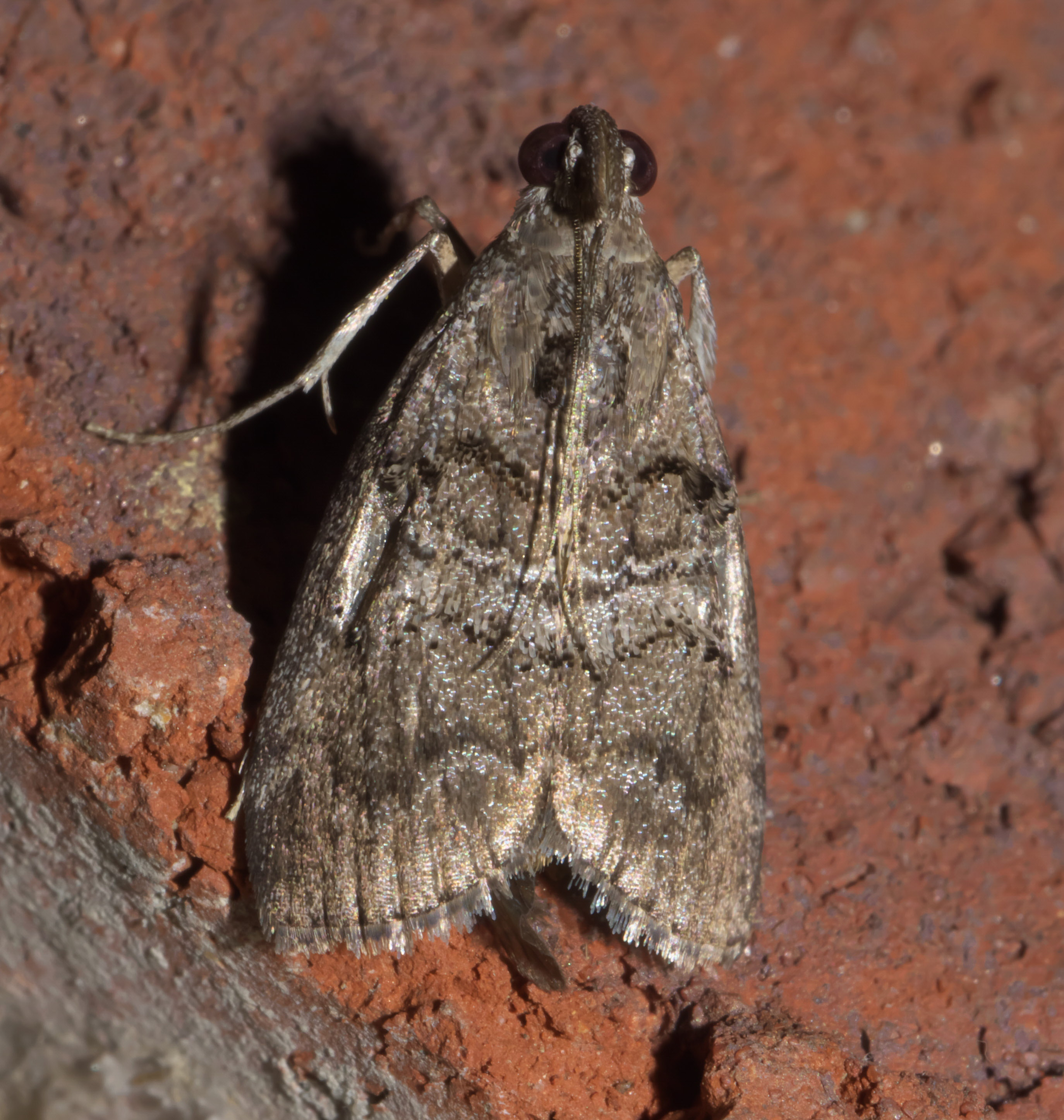
Pococera asperatella

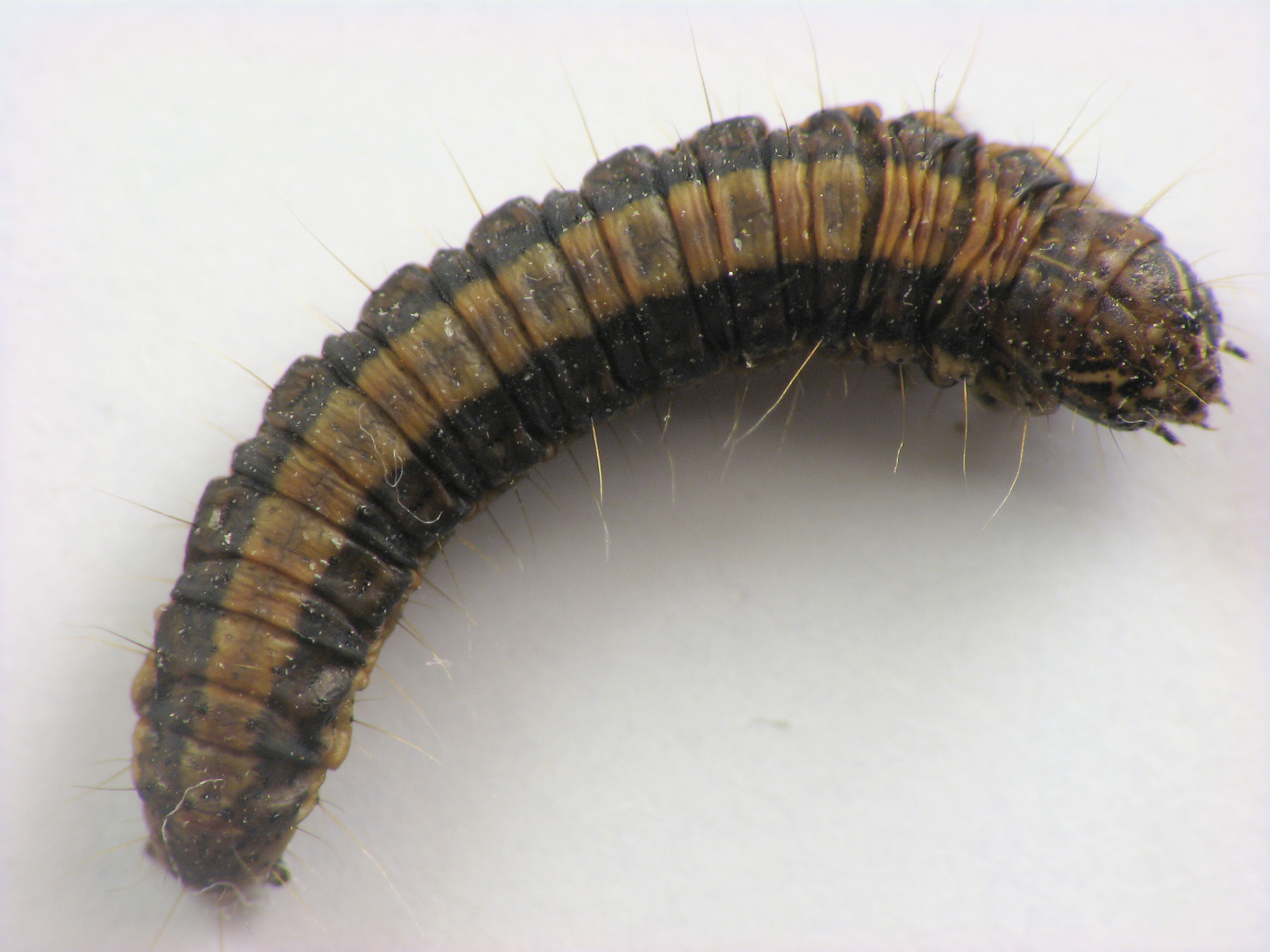
Oruga de Pococera en Liquidambar

Pococera es un género de polillas de la familia Pyralidae, subfamilia Epipaschiinae, que se encuentra principalmente en América del Norte y Central. Fue descrita por Philipp Christoph Zeller in 1848.

## Especies
Estas 86 especies son del género Pococera:
- Pococera adolescens Dyar, 1914
- Pococera aelredella Schaus, 1922
- Pococera africalis Hampson, 1906
- Pococera agatha Schaus, 1922
- Pococera albiceps Hampson, 1906
- Pococera albimedium Schaus
- Pococera albulella Hampson, 1896
- Pococera antilocha Meyrick, 1936
- Pococera aplastella Hulst, 1888
- Pococera arizonella Barnes & Benjamin, 1924
- Pococera asperatella (Clemens, 1860)
- Pococera atristrigella Ragonot, 1893
- Pococera baptisiella Fernald, 1887
- Pococera baradata Schaus
- Pococera basalis E. D. Jones, 1912
- Pococera basigera Dyar
- Pococera basilissa Schaus, 1922
- Pococera beroella Schaus
- Pococera callipeplella Hulst, 1888
- Pococera capnodon Dyar, 1914
- Pococera cataldusa Schaus, 1925
- Pococera chrysoderas Dyar
- Pococera corumba Schaus, 1922
- Pococera crinita Schaus
- Pococera cuthmana Schaus, 1922
- Pococera cyrilla Schaus, 1922
- Pococera dolorosella Barnes & Benjamin, 1924
- Pococera elegans Schaus
- Pococera euphemella Hulst, 1888
- Pococera expandens (Walker, 1863)
- Pococera febianalis Schaus
- Pococera floridella Hulst, 1900
- Pococera fuscolotella Ragonot, 1888 (sin: Salebria nigricans Hulst, 1900)
- Pococera gelidalis Walker [1866]
- Pococera gibbella Zeller, 1848
- Pococera griseella Barnes & Benjamin, 1924
- Pococera gybriana Schaus, 1925
- Pococera hemimelas Hampson, 1906
- Pococera hermasalis Schaus, 1925
- Pococera humerella Ragonot, 1888
- Pococera insularella Möschler
- Pococera internigralis Dognin, 1909
- Pococera iogalis Schaus, 1922
- Pococera irrorata Schaus
- Pococera jovita Schaus, 1922 (por error jovira)
- Pococera lamonti Schaus
- Pococera limalis Schaus
- Pococera maritimalis McDunnough, 1939
- Pococera marmorata Schaus
- Pococera marthusa Schaus
- Pococera melanogrammos Zeller, 1872
- Pococera mesoleucalis Hampson, 1916
- Pococera militella Zeller, 1848
- Pococera narthusa Schaus, 1913
- Pococera nepomuca Schaus, 1925
- Pococera nigribasalis Hampson, 1906
- Pococera nigrilunalis Dognin
- Pococera noctuina Schaus
- Pococera nocturna Schaus, 1922
- Pococera notabilis Schaus
- Pococera olivescens Schaus
- Pococera pallidifusa Dognin
- Pococera platanella Clemens, 1860
- Pococera polialis Hampson, 1906
- Pococera provoella Barnes & Benjamin, 1924
- Pococera robustella Zeller, 1848
- Pococera sabbasa Schaus, 1922
- Pococera sadotha Schaus, 1922
- Pococera scabridella Ragonot, 1888
- Pococera scortealis Lederer, 1863
- Pococera semnialis (C. Felder, R. Felder & Rogenhofer, 1875)
- Pococera spaldingella Barnes & Benjamin, 1924
- Pococera speciosella Hulst, 1900
- Pococera sphaeraphora Dyar
- Pococera stenipteralis Hampson
- Pococera subcanalis Walker, 1863
- Pococera subviolascens Hampson, 1906
- Pococera tertiella Dyar
- Pococera texanella Ragonot, 1888
- Pococera thoracicella Barnes & Benjamin, 1924
- Pococera tiltella Hulst, 1888
- Pococera vacciniivora Munroe, 1963
- Pococera vandella Dyar, 1914
- Pococera vedastella Schaus
- Pococera venezuelensis Amsel
- Pococera viridis Druce, 1910